# Либерман, Рольф
Рольф Либерман (нем. Rolf Liebermann; 14 сентября 1910, Цюрих — 2 января 1999, Париж) — швейцарский композитор, дирижёр.

## Биография
В 1929—1933 годах изучал юриспруденцию в Цюрихском университете, одновременно в частном порядке занимаясь музыкой. В этот период Либерман начал сочинять первые песни для кабаре. В середине 1930-х годов в Цюрихе он познакомился и сблизился с певицей кабаре Лале Андерсен — этот эпизод из жизни Андерсен и Либермана лёг в основу фильма Р. В. Фассбиндера «Лили Марлен».
Затем Либерман стал сдвигаться в сторону академической музыки и более серьёзных занятий композицией. В 1936 году он учился дирижированию в Будапеште у Германа Шерхена, с 1940 года занимался композицией у Владимира Фогеля. В 1943—1945 годах появляются его первые крупные сочинения, в том числе Кантата для баритона с оркестром «Один из концов света» (фр. Une des fins du monde, 1944, по Жану Жироду). Одновременно в 1945—1950 годы Либерман работал звукорежиссёром Цюрихского радио. В 1952 году написана первая опера Либермана «Леонора 40-45», за ней последовали «Пенелопа» (1954), «Школа жён» (нем. Die Schule der Frauen, 1957) и др. Склонность Либермана к эксперименту, синтезу, мозаичности стиля и техники проявилась, в частности, в Концерте для джаз-банда и симфонического оркестра (1954). В 1956 году Рольф Либерман был главой международного жюри первого конкурса «Евровидение», проходившего в швейцарском городе Лугано.
В 1959 году Либерман возглавил Гамбургский оперный театр, которым руководил до 1972 года. В 1973—1980 годах. он руководил Парижской Оперой. В 1985 году Либерман был вновь приглашён возглавить Гамбургскую оперу (до 1988 года). Он писал музыку до последних лет жизни — в частности, 1998 годом, когда композитору было 88 лет, датирована пьеса «Mouvance» для девяти перкуссионистов и фортепиано. Рольф Либерман был членом жюри конкурса пианистов Сантандера Паломы О'Ши в 1992 году. В 1997 году Либерман был председателем жюри Международного конкурса пианистов имени Бузони в Больцано (Италия), став единственным иностранцем, которому была доверена эта честь за всю историю конкурса.